# (11870) Sverige
(11870) Sverige ist ein Asteroid des äußeren Hauptgürtels, der am 7. Oktober 1989 von dem belgischen Astronomen Eric Walter Elst am La-Silla-Observatorium der Europäischen Südsternwarte in Chile (IAU-Code 809) entdeckt wurde.
Der mittlere Durchmesser des Asteroiden wurde grob mit 6,971 km (± 0,403) berechnet, die Albedo mit 0,159 (± 0,054).
(11870) Sverige wurde nach dem nordeuropäischen Staat Schweden benannt. Sverige ist der Name Schwedens in der schwedischen Sprache. Die Benennung erfolgte am 5. Juli 2001.